# Perrex

Perrex este o comună în departamentul Ain din estul Franței.